# Zhao Xiaoxi
Zhao Xiaoxi (chinesisch 趙小曦, Pinyin Zhao Xiaoxi; * 27. Dezember 2000) ist eine ehemalige chinesische Tennisspielerin.

## Karriere
Zhao spielte hauptsächlich Turniere auf der ITF Women’s World Tennis Tour, wo sie einen Titel im Einzel und zwei im Doppel gewinnen konnte.

## Turniersiege

### Einzel
| Nr. | Datum         | Turnier             | Kategorie   | Belag     | Finalgegnerin | Ergebnis  |
| --- | ------------- | ------------------- | ----------- | --------- | ------------- | --------- |
| 1.  | 26. Juni 2016 | Scharm asch-Schaich | ITF $10.000 | Hartplatz | Greet Minnen  | 7:66, 6:2 |

### Doppel
| Nr. | Datum         | Turnier             | Kategorie   | Belag     | Partnerin           | Finalgegnerinnen             | Ergebnis         |
| --- | ------------- | ------------------- | ----------- | --------- | ------------------- | ---------------------------- | ---------------- |
| 1.  | 25. Juni 2016 | Scharm asch-Schaich | ITF $10.000 | Hartplatz | Ana Bianca Mihăilă  | Petra Januskova Greet Minnen | 2:6, 6:4, [10:7] |
| 2.  | 10. Juni 2017 | Aurangabad          | ITF $15.000 | Sand      | Pranjala Yadlapalli | Rutuja Bhosale Kanika Vaidya | 2:6, 6:3, [10:4] |